# Snoopy vs. the Red Baron (computerspel)
Snoopy vs. the Red Baron is een videospel voor de PlayStation 2, PlayStation Portable, en PC, uitgebracht in 2006. Het spel is gebaseerd op de stripreeks Peanuts van Charles M. Schulz. Het spel is ontwikkeld door Smart Bomb Interactive, en uitgebracht door Namco Bandai Games.

## Verhaal
De speler speelt zogezegd de rol van Snoopy, die zich weer eens in zijn fantasiewereld bevindt waarin hij een vliegende aas is uit de Eerste Wereldoorlog. Hij neemt het op tegen Manfred von Richthofen, alias de Rode Baron, en andere vijanden.
Aan het begin van het spel zien Charlie Brown en Lucy van Pelt Snoopy al slapend op zijn hondenhok. Lucy vraagt zich af waar Snoopy van droomt. Wanneer Snoopy in zijn slaap begint te doen alsof hij ergens op schiet, concludeert Charlie dat Snoopy weer droomt dat hij een vliegende aas is.

## Achtergrond
Snoopy vs. the Red Baron is het eerste, en tot dusver enige, Peanuts-spel waarin de personages in 3D te zien zijn.
Het spel is geen vervolg op, of remake van het spel Snoopy and the Red Baron, welke in 1984 werd uitgebracht door Atari.

## Gameplay
Het spel bevat 22 missies, die zich allemaal afpelen in de lucht. De speler bestuurt verschillende vliegtuigen uit de Eerste Wereldoorlog, waaronder Snoopy's Sopwith Camel.
Veel van de Peanuts-personages doen ook mee in het spel als bekende mensen uit de Eerste Wereldoorlog:
- Marcie/Juan de la Cierva – de vlieginstructuur en wetenschapper van de geallieerden.
- Lucy/Howard Hughes- de commandant van de geallieerden.
- Linus/Louis Blériot- de intelligence officer
- Pig-Pen/Wop May - Snoopy's monteur die ook een winkel runt waar Snoopy extra wapens kan kopen.
- Sally/Charles Lindbergh – de spion van de geallieerden.
- Charlie Brown/Roy Brown - de congiërce die de hangar in RAF Halton schoonhoud.
- Woodstock - Snoopy's handlanger die voor hem de extra wapens op zijn vliegtuig kan bedienen.
- Peppermint Patty/Amelia Earhart – de piloot van de bommenwerper.
- Franklin/Joe Foss – helpt Patty de bommenwerper te verdedigen.
- Rerun/Richard Pearse – een aas-piloot.
- Schroeder/Gebroeders Wright – de zeeman van de geallieerden die Snoopy helpt missies uit te kiezen.